# Genyo Takeda
Genyo Takeda (竹田 玄洋?, Takeda Gen'yō; Osaka, 7 marzo 1949) è un autore di videogiochi giapponese.
Ideatore della serie Punch-Out!! e di StarTropics, ha collaborato alla realizzazione del Wii.
Nel luglio 2015, in seguito alla morte di Satoru Iwata, ha assunto, insieme a Shigeru Miyamoto, il ruolo di amministratore delegato ad interim di Nintendo, fino alla nomina di Tatsumi Kimishima, avvenuta nel settembre dello stesso anno.